# Rho Centauri
Rho Centauri (ρ Cen, ρ Centauri) è una stella nella costellazione del Centauro di magnitudine apparente media +3,96 e distante 349 anni luce dal sistema solare.

## Osservazione
Posta alla declinazione di -52° S è una stella dell'emisfero australe della Terra, dunque la sua osservazione è privilegiata nell'emisfero sud, mentre dall'emisfero boreale risulta visibile solo più a sud della declinazione +37° N.

## Caratteristiche fisiche
Rho Centauri è una stella bianco-azzurra di sequenza principale molto più calda del Sole; con una temperatura di quasi 20000 K ed una massa 7 volte superiore è 2800 volte più luminosa della nostra stella. Rho Centauri fa parte dell'associazione stellare Centauro inferiore-Croce, un sottogruppo della più vasta associazione Scorpius-Centaurus, formato da giovani e calde stelle delle classi O e B. L'età stimata della stella è infatti di 28 milioni di anni, estremamente più giovane del Sole che ha un'età di circa 4,5 miliardi di anni.